# Сыхтингъёган
Сыхтингъёган (устар. Синтиг-Ёган) — река в Ханты-Мансийском АО России. Устье реки находится в 180 км по правому берегу реки Сабун. Длина реки составляет 86 км, площадь водосборного бассейна 1550 км².

## Притоки
- Мегтыгъёган (лв)
- Айигол (пр)
- Эмторкуйигол (пр)
- Кедровая (пр)
- Ай-Сыхтингъёган (пр)
- Куйигол (пр)

## Данные водного реестра
По данным государственного водного реестра России относится к Верхнеобскому бассейновому округу, водохозяйственный участок реки — Вах, речной подбассейн реки — бассейн притоков (Верхней) Оби от Васюгана до Ваха. Речной бассейн реки — (Верхняя) Обь до впадения Иртыша.